# Vattubrinken
Vattubrinken – miejscowość (tätort) w Szwecji, w regionie administracyjnym (län) Sztokholm (gmina Södertälje).
Miejscowość jest położona w prowincji historycznej (landskap) Södermanland na obszarze nazywanym Enhörna, na północ od Södertälje.
W 2010 roku Vattubrinken liczyła 332 mieszkańców.